# 世袭罔替
世袭罔替即世袭次数无限、而且承袭者承袭被承袭者的原有爵位。从魏晋时代开始，中国的世袭制度被进一步区分为世袭罔替和普通世袭，后者是世袭次数有限、而且每承袭一次，承袭者只能承袭较被承袭者的原有爵位低一级的爵位。到了宋代，世袭罔替基本被取消，更出现了不能被继承的终身爵。明代，皇族封爵为世袭罔替。清代，世袭罔替的爵位主要为铁帽子王和外藩蒙古、回部等王公。

## 中國

### 羈縻政策
中央政權在臣服於中央的番邦首领（包括国王、酋长等等）統治區域設立郡縣，委任番邦首領為當地的長官進行統治，稱為羈縻。羈縻地區的首領多会被受封最低郡王一级的爵位和相关的官位和军阶（受封多为地方最高的军阶和官位）以从中央法律上实行对番地统治，而其爵位则会脱离世袭罔替的规章。例如各地的土司便是這種世袭罔替爵位的代表。

### 冊封體系
中央王朝君主在同外國建立朝貢體制的同時，往往會派使者冊封其君主為國王，與其結為名義上的君臣關係。這些國家在發生君主更替的時候往往會向中央王朝請求冊封，成為中央王朝承認的世袭罔替外邦君主。
例如：
- 朝鲜
- 越南
- 琉球
- 日本（幕府时期有多位幕府将军曾接受过中國册封国王圣旨及金印等物。）

### 清代
清朝的铁帽子王即「世袭罔替」親王、郡王。

## 日本
日本的世襲親王家是指不論與在位的天皇血統是否親近，都會受到親王宣下而成為親王的身位而持續存在的宮家。